# Cine California
El Cine California fue una sala de cine de verano situada en la calle San José número 16, en Villanueva de Castellón (Valencia) España. Es obra del arquitecto Juan Guardiola.

## Edificio
Fue proyectado en la década de 1950 por el arquitecto valenciano Juan Guardiola, el cual también proyectó otros cines de verano como el Cine Monterrey de Puebla Larga o el Cine Casablanca de Alcira, este último ya desaparecido. 
El California acogía representaciones teatrales, proyecciones de cine, actuaciones musicales, etcétera. Actualmente es de propiedad municipal. El ayuntamiento ha proyectado una rehabilitación del edificio para destinar su uso a espacio cultural y de ocio, de la cual está ejecutada una primera parte de la actuación.